# Infidels (série télévisée)
Infidels est une série télévisée catalane en 42 épisodes de 60 minutes créée par Jesús Segura et diffusée entre le 26 mars 2009 et le 15 mars 2011 sur la chaîne régionale TV3.
La série raconte l’amitié de cinq femmes de tout âge dont la priorité est d’être fidèle à elles-mêmes.
Cette série est inédite dans tous les pays francophones.

## Synopsis
Malgré leurs différences, Paula, Joana, Lídia, Cruz et Arlet forment un groupe d’amies très soudé. Ensemble, elles font traverser les épreuves de la vie.

## Distribution
- Íngrid Rubio : Mari Cruz Úbeda González (Cruz)
- Montse Guallar (ca) : Lídia Carbó Mutgé
- Montse Germán (ca) : Joana Moliner Garcia
- Aina Clotet : Arlet Ferreres Miró
- Dolo Beltrán : Dani Díez
- Sílvia Bel : Paula Gàmiz Rubio
- Andrew Tarbet : Peter Weller